# هدسون تايلور
هدسون تايلور (بالإنجليزية: Hudson Taylor)‏ (و. 1832 – 1905 م) هو طبيب، ومترجم، وثيولوجي، وكاتب غير روائي، ومبشر، ومترجم الكتاب المقدس من المملكة المتحدة . ولد في بارنزلي .
توفي في تشانغشا.